# باربرشوب (فلم)
'دكان الحلاقة (بالإنجليزية: Barbershop) هو فيلم أُنتج عام 2002، الفيلم الكوميدي للمخرج الاميركي (تيم ستوري)، التي تنتجها (ستايت ستريت بكتشر) بالإنجليزية (State Street Pictures)، وصدر عن شركة (مترو جولدن ماير) في 13 سبتمبر 2002. بطولة آيس كيوب، (سيدريك ذا انتير تايمنت)، وانطوني اندرسون، الفيلم تدور حول الحياة الاجتماعية في صالون الحلاقة على الجانب الجنوبي من شيكاغو. الحلاق أثبتت أيضا أن تكون وسيلة لصنع النجوم القادمين الجدد ايفي وايلي مايكل.
محتويات [إخفاء]
1 القصة
2 الممثلون
3 الإنتاج
4 التكملات والعرضية
5 موسيقى
6 مراجع
7 وصلات خارجية
[تحرير] PlotOn البرد في فصل الشتاء السبت في شيكاغو في عام 1998، كالفين بالمر جونيور (آيس كيوب) تقرر كان لديه ما يكفي من محاولة للإبقاء على فتح صالون حلاقة والده صدرت له. انه لا يستطيع اقتراض ما يكفي من المال للحفاظ على مكان مفتوح، انها ليست في جلب الإيرادات بما فيه الكفاية، وانه أكثر اهتماما في الخروج مع الثراء السريع المخططات لجلب المال السهل. دون أن يخبر موظفيه أو عملاء، كالفين تبيع له الحلاق لالمرابي الجشع اسمه ليستر والاس (كيث ديفيد)، الذي يقع حول الحفاظ على المكان نفسه، ويجعل فجأة خطط لتحويل المكان إلى ناد للتعري.
قبل هذا، سرقوا سيارتين البلطجية المتمني، JD (أنطوني أندرسون) وأفضل صديق له بيلي (Lahmard تيت)، وأجهزة الصراف الآلي من أحد المتاجر، ويقضون كل يوم في محاولة لابعاد مفتوحا. بعد قضاء يوم في العمل وتحقيق مدى حيوية والحلاق هو المجتمع المحيط، كالفين التفكير في قراره ويحاول الحصول على متجر عودته... فقط لمعرفة ما يريد والاس ضعف $ 20000 كالفن دفعه لإعطاء المحل الخلفي وقبل 07:00 كالفين الآن سوى قلة قليلة بضع ساعات في محاولة لجمع ما يكفي من المال لإنقاذ المحل. بعد أن يعترف للموظفين انه باع محل حلاقة، وأنه سيكون ليغلق عند نهاية النهار، وشيكاغو الشرطة والاعتقالات تأتي في واحد من الحلاقين اسمه ريكي (مايكل Ealy). اعتقل ريكي بعد اتهامه يقود شاحنته لاقط في سوق مجاور لسرقة الصراف الآلي، ولكن تبين أن اللص الصراف الآلي، ودينار، هو ابن عم ريكي وانه هو الذي ارتكب الجريمة بعد ريكي في الاقتراض شاحنة. وكان ريكي التي تضرب ثالث، ويمكن أن يحكم عليه بالسجن مدى الحياة. كالفين يستخدم 20,000 دولار من ليستر لإنقاذ ريكي من السجن. مرة واحدة كالفين يختار ريكي حتى من السجن، وريكي هو غاضب على ابن عمه لخيانته ويريد قتله.
كالفين يحاول تهدئته، ولكن ريكي لا تظهر أي علامة على التهدئة. كالفين ريكي يعطي بندقية وجد أن سقط من خزانة وريكي في المحل، وتشعر بخيبة أمل أن ريكي هو الذهاب إلى نهاية المطاف الظهير الأيمن في السجن. يقول ريكي كالفين لسحب السيارة أكثر، وانه لا. ريكي يخرج وتقرر أن يلقي السلاح من فوق الجسر وعلى انهم في الماء قبل الحصول على العودة إلى السيارة، وثبت أنه لا يريد أن يحصل في أي مزيد من المتاعب مع القانون. ثم يذهب كل منهما لمعرفة ليستر، ليستر، وكذلك تواجه دينار وبيلي (الذين ما زالوا يحاولون ابعاد فتحه) من كالفين وريكي. كالفين وريكي مطالب ليستر لإعطاء كالفين الحلاق عودته. وأغضب ليستر وأوامر الراهب له حارسا شخصيا لسحب سلاحه. وصول الشرطة في الوقت المناسب لإنقاذ كالفين وريكي. يتم القبض على دينار وبيلي. كالفين وريكي راجع أجهزة الصراف الآلي، والحصول على مكافأة 50,000 دولار لإعادته إلى الشرطة. يحصلون على المال، وتعيد فتح صالون حلاقة مع قطاع الأعمال بشكل أفضل من ذي قبل. في غضون ذلك، قدمت زوجة كالفين، وجنيفر (Jazsmin لويس)، ولادة لطفل رضيع.
[تحرير] مكعب CastIce كما الابن كالفين، بالمر، بطل الرواية، والد الشاب الحوامل، الذي يشعر وكأنه في صالون الحلاقة والده تركه لإدارة يسبب تعقيدات لا لزوم له في حياته.
أنطوني أندرسون في دور دينار، لص يسرق جهاز الصراف الآلي، وتنفق على مدة الفيلم محاولة لايجاد وسيلة لابعاد مفتوحا. قرب نهاية الفيلم، تبين انه ابن عم لريكي.
سيدريك الفنان وإدي، حلاقا بالإضافة إلى 60 عاما الذين لم بغرابة أي تخفيضات الشعر. كان يعمل تحت اسم الأب كالفين، ويقارن باستمرار والتناقضات سواء بلمرس والفترات التي يعيشون فيها.
كيث ديفيد والاس ليستر، خصم الفيلم الرئيسية؛ قرش ماكرة القرض الذي يشتري المحل كالفين عن 20,000 دولار وتخطط لتحويله إلى ناد للتعري. بعد بيع المحل، كالفين تنفق ما تبقى من الفيلم في محاولة لمعرفة وسيلة لجمع الأموال اللازمة لشراء إعادته، ويستر يرفع السعر إلى 40,000 $ بعد أن السيطرة على المحل.
مايكل Ealy كما ريكي ناش، وهو موظف خاسر اثنين من مرة في صالون الحلاقة. هو جيدة مع الأصدقاء كالفين والدينكا. وقال انه يعطي كثيرا الدينكا المشورة بشأن كيفية الفوز في قلب تيري. قرب نهاية الفيلم، وقال انه يساعد كالفين محاولة للحصول على حلاقة يعود من ليستر.
شون باتريك توماس في دور جيمس جيمي، وهو خريج كلية الأخيرة، والشاب الذكي أكاديميا، الذي يرى وظيفته في محل الحلاقة لا شيء أكثر من مجرد وقف مؤقت في طريقه إلى وظيفة «حقيقية». انه يختار باستمرار على الحلاقين، لا سيما اسحق.
كما تيري جونز عشية، وهي امرأة شابة عدائية مع صديقها الغش، الذي يتهم جيمي من شرب عصير التفاح لها. هي الأنثى الوحيدة الحلاق في المحل.
كما تروي Garity روزنبرغ اسحق. القوقاز فقط في المحل، واسحاق هو المستفيد من النكتة العابرة للعنصرية من بعض الشخصيات الأخرى، وخاصة عدو له، جيمي.
ليونارد إيرل Howze والدينكا، وهو مهاجر من زيادة الوزن النيجيرية. فهو كثير من النكات بعقب على أساس جنسيته الأفريقية وحجم أعماله الكبيرة. لديه على سحق تيري بلا مقابل. وهو أيضا جيدة مع اصدقاء ريكي ويطلب منه بشكل دائم لتقديم المشورة بشأن كيفية الفوز في قلب تيري.
لويس بالمر Jazsmin وجنيفر، كالفين سبعة أشهر زوجته الحامل، والذي اجتمع لأول مرة كالفين في صالون الحلاقة. انها تذكر له عددا من المرات عن الأهمية الثقافية والتاريخية من المحل والسبب في انه لا ينبغي بيعها.
Lahmard تيت وبيلي، متواطئ دينار في سرقة أجهزة الصراف الآلي. فهو رجل ناضج نمت الذين ما زالوا يعيشون مع والدته وشقيقته الصغيرة bratty، غابي. انه يفعل كل شيء خاطئ وأنه يسبب مشاكل له ودينار مع أجهزة الصراف الآلي في جميع أنحاء الفيلم.
توم رايت ويليامز المخبر، المخبر التحقيق في سرقة أجهزة الصراف الآلي. انه يفترض تلقائيا ريكي ارتكب الجريمة بسبب سجله الجنائي الماضية. انه يأتي من صالون الحلاقة وتقض مضاجع ريكي ريكي ويؤكد انه ذاهب لإلقاء القبض عليه عندما «يكتشف» سرق الصراف الآلي.
جايسون جورج وكيفن صديقها تيري والغش الذي هو كاذب قهري والنطر انانية. وقال انه امرأة يختبئ تحت سريره عندما تيري أتى لزيارة قبل العمل. انه يظهر في محاولة لكسب الحلاق ظهرها لكنه لم ينجح إلا في الأمور أسوأ من قبل المخالف لها دعوتها «متوسط». كانت ركلات له بالخروج والغضب وهو يحاول الاعتداء عليها ولكن الخطوات ودينكا في اللكمات له مرتين في وجهه. كيفن يترك بالحرج.
كما Rayford DeRay ديفيس، وهو محتال الذي يأتي عن طريق كثير من الأحيان إلى بيع له (ربما سرقت) البضائع. Rayford سيلة جيدة لكنه مزعج جدا لكالفن ويطالب به ليضعه خارج كل مرة كان يأتي عن طريق. وعندما يصب Rayford كالفين (الواضح في مزاج سيئ) ركلات له بالخروج، ويهدد لاستدعاء رجال الشرطة. Rayford يذكره كيف انه ساعده والحلاق على مر السنين.
Parvesh شينا وسمير، وهو صاحب ومدير متجر الذي تم سرقة أجهزة الصراف الآلي. في وقت سابق من الفيلم، يقول سمير كالفين على البقاء قوية عندما يكون خارج هلع هستيرية في نوبة غضب غضب. سمير تقدر كثيرا هذه النصيحة، وعندما يأتي كالفين لشراء شيء يشكر عليه وسلم لديهم نقاش طويلة لطيفة. سمير أيضا لديه زوجة السود الذين كان يدعو له بمودة «بو».
كارل رايت ومدقق فريد، أحد العملاء المسنين الذين على ما يبدو تم التوصل إلى المحل لعقود من الزمن. كان صديقان حميمان وكالفن والأب لا يزال صداقات مع إدي. كل ما يفعله هو الجلوس حول الحلاق يلعبون الداما. ومع ذلك، عندما غضب إدي يجعل تعليقات حول اللب روزا باركس وجيسي جاكسون.
كيفن مورو كما مونك، الصاحب في ليستر تخويف وحارسه الشخصي. راهب يأخذ وظيفته على محمل الجد والمفرطة ليستر. فهو دائما على استعداد لضرب شخص ما. عندما كالفين يرفض أخذ المال منه، ويعود ليستر، مونك مطاردات كالفين تقريبا في جميع أنحاء كتلة حتى يحشر كالفين بواسطة كلاب ولتشغيل حيز له مرة أخرى.
المعيار فان لير وسام، وهو لاعب شيكاغو بولز السابق (كما هو الحال فان لير وكان في واقع الحياة). دخل المحل لجمع تبرعات لشراء حذاء لاعب كرة السلة شاب يدعى جوني براون، الذي يأمل أن يكون تعيينهم.
صورت [عدل] ProductionProduced على ميزانية 12 مليون دولار، الغناء، مع قصة كتبها مارك براون وسيناريو براون، تود مارشال، ودون سكوت D. في شيكاغو خلال فصل الشتاء من عام 2001. استخدام السينمائيين واجهة محل في منطقة جنوب والمجتمع شيكاغو (شارع 79 وشارع الصرف) التي تم مرة واحدة في الغسيل لبناء مجموعة الحلاق للكالفين، وكان تكرار تعيين على soundstage. أراد منتج جورج تيلمان، الابن على غرار ما حققه في حياته 1997 فيلم الغذاء الروح، لتصوير الأميركيين الأفارقة في ضوء أكثر إيجابية وثلاثي الابعاد من العديد من أفلام هوليوود وغيرها في الماضي. هذا الفيلم ثلاث أغنيات أيضا ملامح الأصلي بواسطة R & B المغني / وكاتب الأغاني ليندسي Sherod.
صدر MGM [عدل] التكملات وتدور offsIn 2004، تتمة، الغناء 2 : العودة في الأعمال. عاد كل من الزهر الأصلي، ولكن المخرج تيم قصة لم يفعل ذلك. هذا الفيلم كان موجها من قبل كيفن رودني سوليفان. في العام نفسه، وجهت بيلي وودروف تدور حالا محل فيلم بعنوان الجمال، مع كوين لطيفة مثل الرصاص (حرف لطيفة لجعل ظهورها لأول مرة في الغناء 2). تجميل، تم صدهم من الإفراج أواخر صيف 2004، وصلت أخيرا المسارح في شباط 2005.
خلال خريف عام 2005، لأول مرة ستيت ستريت وآيس كيوب الغناء: سلسلة على شبكة الكابل شوتايم، مع عمر غودينغ تولي دور آيس كيوب من كالفين. تتم إعادة تسمية الحرف «دينكا» "Yinka" على الغناء: سلسلة باسم «دينكا» ليس اسما نموذجية النيجيري (على الرغم من قبيلة معينة في حزام الوسط النيجيري تحمل اسم "Dimka"). بالإضافة إلى ذلك، تم تغيير اسم اسحق الماضي من «روزنبرج» إلى «برايس»، ولقد تم استبدال حرف ريكي من يخدع السابقين أكثر صلابة، Romadal.

## وصلات خارجية
- مقالات تستعمل روابط فنية بلا صلة مع ويكي بيانات